# Yaïx ibn Ibrahim al-Umawí
Yaïx ibn Ibrahim al-Umawí (àrab: يعيش بن إبراهيم بن يوسف بن سماكالأموي الأندلسي)  (Al-Àndalus, c. 1400 - Damasc, 1489), de nom complet Yaïx inn Ibrahim ibn Yusuf ibn Samak Al-Umawí Al-Andalusí, però conegut simplement com Al-Umawí, va ser un matemàtic de l'Edat d'or de l'islam.

## Vida i obra
Res es coneix de la seva vida. Hom suposa que va néixer a Al-Andalus per la seva nisba, Al-Andalusí, i se sap que va viure a Damasc, però les dates i llocs de naixement i defunció son totalment estimatives.
Katib Çelebi, un bibliògraf otomà del segle XVII, diu que va escriure un tractat, al-Istantaqat, inspirat en el llibre dels secrets d'Hemes, a més d'una obra sobre els secrets dels esperits i un tractat sobre el lliure albir.
Però les seves obres més notables son dos tractats de matemàtiques: Marasim al-intisab fi'ilm al-hisab (Sobre les regles i els procediments aritmètics) i Raf'al al-ishkal fi ma-rifat al-ashkal (Sobre la determinació de mides i superfícies).
També va escriure un tractat sobre quadrats màgics, amb el títol de Kayfiyyat al-ittifaq fi tarkib al-awfaq, en el qual utilitzava un sistema de numeració "occidental", és a dir, no indo-aràbiga, sinó que utilitzava els símbols {\displaystyle \vert ,\lfloor ,\lceil ,\rfloor ,\rceil ,\top ,\vdash ,\bot ,\dashv } per als nombres {\displaystyle 1,2,3,4,5,6,7,8,9} respectivament.